# Fesenduz
Fesenduz – wieś w Iranie, w ostanie Azerbejdżan Zachodni, w szahrestanie Mijandoab. W 2006 roku liczyła 2681 mieszkańców.